# حاييم يسرائيلي
حاييم يسرائيلي ( (بالعبرية: חיים ישראלי‏) (‎1927 - 7 يونيو 2011  ) كان موظفًا حكوميًا إسرائيليًا كبيرًا.
حصل على جائزة إسرائيل في عام 1998، للمساهمة المتميزة في المجتمع والدولة.

## حياته
ولد يسرائيلي عام 1927 في بلدة موتال في بيلاروسيا (التي كانت آنذاك جزءًا من بولندا). سمي على اسم عمه الحاخام مائير حاييم دولينكو (1882–1917)، حاخام موتال (الذي توفي في شبابه خلال الحرب العالمية الأولى بسبب التيفوس).
بعد الضم السوفييتي لشرق بولندا نفيت عائلة يسرائيلي إلى كازاخستان، ونتيجة لذلك، تجنبت عائلته مصير غالبية السكان اليهود في المدينة الذين قُتلوا على يد النازيين خلال الحرب العالمية الثانية.
بعد الحرب حصلت العائلة على إذن بالانتقال إلى بولندا. ثم وصلوا إلى معسكر مؤقت في ألمانيا، حيث التقى يسرائيلي بزوجته المستقبلية سارة. تمكنت الأسرة من الفرار من مخيم العبور إلى فلسطين.

## عمله في الحكومة
بعد وصول يسرائيلي إلى فلسطين، التي أصبحت فيما بعد دولة إسرائيل، لم يتم تجنيده في الجيش الإسرائيلي لأسباب صحية. ونتيجة لذلك، تم تكليفه في البداية بالعمل بشكل مؤقت في أرشيف مكتب رئيس الوزراء. وتمكن فيما بعد من إقناع الأطباء في مكتب التجنيد في الجيش الإسرائيلي بتجنيده، وفي عام 1950، أرسل للعمل في وزارة الدفاع الإسرائيلية.
أصبح يسرائيلي مساعدًا مقربًا لنحميا أرغوف، المساعد العسكري لوزير الدفاع ورئيس الوزراء دافيد بن غوريون، وعمل خلال حياته المهنية في خدمة 14 وزيرًا للدفاع.
نُشرت السيرة الذاتية ليسرائيلي في عام 2005.

## جوائز
- في عام 1998، فاز يسرائيلي بجائزة إسرائيل لمساهمته الخاصة في المجتمع والدولة، والتي تم تقديمها خلال احتفالات عيد الاستقلال الخمسين في إسرائيل. [3]